# Équipe de Finlande masculine de basket-ball
Cet article traite de l'équipe masculine. Pour l'équipe féminine, voir Équipe de Finlande féminine de basket-ball.
Maillots
L'équipe de Finlande masculine de basket-ball (en finnois : Suomen koripallomaajoukkue, en suédois : Finlands herrlandslag i basket) est l'équipe nationale qui représente la Finlande dans les compétitions internationales masculine de basket-ball. Elle est placée sous l'égide de la Fédération finlandaise de basket-ball (Basketball Finland). L'équipe est affiliée à la FIBA depuis 1939. Son surnom est Susijengi, ce qui signifie « la meute ».
Pays organisateur des jeux olympiques de 1952, la Finlande participe à cette occasion pour la première fois à la compétition. Une seconde participation suit en 1964. À l'échelle européenne, son meilleur résultat lors d'un championnat d'Europe est une sixième place en 1967, en tant que pays organisateur. La Finlande participe pour la première fois à la Coupe du Monde en 2014 et termine à la vingt-deuxième place. Depuis 2011, la Finlande occupe le meilleur classement mondial FIBA parmi les pays nordiques.

## Histoire

### Les premières années
La Finlande a participé pour la première fois au championnat d'Europe, lors de sa troisième édition, à l'EuroBasket 1939, à Kaunas en Lituanie. Lors du tournoi, ils se sont battus, mais ils ont perdu contre chacune des sept autres équipes, terminant avec une différence de 70-541 points au total.

### Les années 1950
La compétition européenne suivante, pour la Finlande, a lieu 12 ans plus tard, à l'EuroBasket 1951 à Paris. Dans l'ensemble, ils se sont beaucoup mieux comportés, ont réussi leurs quatre matchs préliminaires et ont terminé à la troisième place du groupe, derrière l'URSS et la Turquie, avec 2 matchs gagnés et deux matchs perdus, mais ils sont finalement éliminés du championnat. Après cela, ils ont eu du succès en remportant les trois manches du tour 1 de leur classement et les deux manches du tour 2 pour terminer à la 9e place des 18 équipes.
En 1952, en raison de l'accueil des jeux à Helsinki, la Finlande joue pour la première fois à la compétition olympique de basket-ball. L'équipe termine dernière de son premier tour du groupe B, qui comprend l'Union Soviétique, la Bulgarie et le Mexique, perdant tous ses matches.
La Finlande profite de cette expérience internationale pour disputer à nouveau l'EuroBasket 1953 à Moscou. Dans le tournoi préliminaire, ils terminent avec 1 victoire et 3 défaites à la 4ème place des 5 équipes du groupe. Ils se sont nettement mieux comportés dans le premier tour de classement, avec 3 victoires et 1 défaite pour finir au milieu à égalité à trois dans le groupe. Toutefois, ils perdent les matchs de classement 9-12 et 11-12, prenant la 12ème place du classement général à 17.
Lors de l'événement suivant, la Finlande a quelques difficultés dans le tour préliminaire de l'EuroBasket 1955. Ils perdent les trois premiers matchs à Budapest et sont relégués au classement général. Une fois de plus, n'ayant plus à affronter l'élite mondiale, les Finlandais brillent dans le tour de classement et remportent les quatre matchs. Ils remportent également leur match de classement 9-12, mais s'inclinent face à la France en finale 9/10 pour terminer 10ème sur 18 dans le tournoi.
À Sofia, lors de l'EuroBasket 1957, les Finlandais terminent troisième de leur poule préliminaire en s'imposant 1-2. Ils passent à la poule de 9-16 et gagnent cinq matchs avec une seule défaite. Ils prennent la 11e place au classement général du tournoi.

### L'ère moderne
Avec deux victoires pour quatre défaites et une élimination en huitièmes de finale contre la Serbie, la Finlande termine l'EuroBasket 2015 à la seizième place. Le parcours des finlandais est notamment marqué par une courte défaite contre l'équipe de France lors de la première journée du groupe A (87-97, ap) et plus globalement par le véritable engouement populaire suscité par le déplacement de plusieurs milliers de supporters finlandais en France.
En 2017, la Finlande est co-organisatrice de la phase de poule de l'EuroBasket, au même titre qu'Israël, la Turquie et la Roumanie. À domicile, les loups dominent notamment la France et la Grèce et terminent à la deuxième place du groupe A avec quatre victoires en cinq matches, ne s'inclinant que de trois points seulement contre la Slovénie, première du groupe, invaincue et future championne d'Europe. Lauri Markkanen, alors âgé de 20 ans et fraîchement drafté en NBA par les Bulls de Chicago, effectue des débuts remarqués en sélection nationale avec un panier victorieux inscrit contre l'équipe de France et des moyennes de 22,6 points et 6,2 rebonds par matches lors de la phase de groupe. La Finlande s'incline en huitième de finale contre l'Italie et termine la compétition à la onzième place.

## Résultats

### Palmarès
L'équipe de Finlande n'a, à ce jour, remporté aucune médaille internationale.
| Compétitions mondiales                             | Compétitions continentales |
| -------------------------------------------------- | -------------------------- |
| - Jeux olympiques - Néant - Coupe du monde - Néant | - EuroBasket - Néant       |

### Parcours en compétitions internationales

#### Jeux olympiques
| Année | Position           |      | Année         | Position     |               | Année | Position |
| 1936  | Équipe inexistante | 1976 | Non qualifiée | 2008         | Non qualifiée |       |          |
| 1948  | Non qualifiée      | 1980 | Non qualifiée | 2012         | Non qualifiée |       |          |
| 1952  | 15e                | 1984 | Non qualifiée | 2016         | Non qualifiée |       |          |
| 1956  | Non qualifiée      | 1988 | Non qualifiée | 2020         | Non qualifiée |       |          |
| 1960  | Non qualifiée      | 1992 | Non qualifiée | 2024         | Non qualifiée |       |          |
| 1964  | 11e                | 1996 | Non qualifiée | 2028         | -             |       |          |
| 1968  | Non qualifiée      | 2000 | Non qualifiée | 2032         | -             |       |          |
| 1972  | Non qualifiée      | 2004 | Non qualifiée | Pays inconnu | -             |       |          |

#### Coupe du monde
| Année | Position      |      | Année         | Position |               | Année | Position |
| 1950  | Non qualifiée | 1978 | Non qualifiée | 2006     | Non qualifiée |       |          |
| 1954  | Non qualifiée | 1982 | Non qualifiée | 2010     | Non qualifiée |       |          |
| 1959  | Non qualifiée | 1986 | Non qualifiée | 2014     | 22e           |       |          |
| 1963  | Non qualifiée | 1990 | Non qualifiée | 2019     | Non qualifiée |       |          |
| 1967  | Non qualifiée | 1994 | Non qualifiée | 2023     | 21e           |       |          |
| 1970  | Non qualifiée | 1998 | Non qualifiée | 2027     | -             |       |          |
| 1974  | Non qualifiée | 2002 | Non qualifiée |          | -             |       |          |

#### EuroBasket
| Année | Position           |      | Année         | Position     |               | Année | Position |
| 1935  | Équipe inexistante | 1969 | Non qualifiée | 1999         | Non qualifiée |       |          |
| 1937  | Équipe inexistante | 1971 | Non qualifiée | 2001         | Non qualifiée |       |          |
| 1939  | 8e                 | 1973 | Non qualifiée | 2003         | Non qualifiée |       |          |
| 1946  | Non qualifiée      | 1975 | Non qualifiée | 2005         | Non qualifiée |       |          |
| 1947  | Non qualifiée      | 1977 | 10e           | 2007         | Non qualifiée |       |          |
| 1949  | Non qualifiée      | 1979 | Non qualifiée | 2009         | Non qualifiée |       |          |
| 1951  | 9e                 | 1981 | Non qualifiée | 2011         | 9e            |       |          |
| 1953  | 12e                | 1983 | Non qualifiée | 2013         | 9e            |       |          |
| 1955  | 10e                | 1985 | Non qualifiée | 2015         | 16e           |       |          |
| 1957  | 11e                | 1987 | Non qualifiée | 2017         | 11e           |       |          |
| 1959  | 13e                | 1989 | Non qualifiée | 2022         | 7e            |       |          |
| 1961  | 14e                | 1991 | Non qualifiée | 2025         | -             |       |          |
| 1963  | 14e                | 1993 | Non qualifiée | 2029         | -             |       |          |
| 1965  | 12e                | 1995 | 14e           | Pays inconnu | -             |       |          |
| 1967  | 6e                 | 1997 | Non qualifiée | Pays inconnu | -             |       |          |

### Classement mondial de la FIBA
Le classement mondial de la FIBA a été introduit afin de permettre une comparaison relative entre les équipes nationales de basket-ball. Il prend en compte toutes les équipes nationales affiliées à la FIBA sur la base de leurs résultats au cours des huit dernières années.
Voici le classement mondial de l'équipe de Finlande après chaque campagne depuis 2010 :
| Année                                              | Compétition     | Sélectionneur   | Résultat     | Points FIBA | Classement FIBA |
| -------------------------------------------------- | --------------- | --------------- | ------------ | ----------- | --------------- |
| 2010                                               | Coupe du Monde  | Henrik Dettmann | Non qualifié | 0.0         | Non classé      |
| 2011                                               | Eurobasket      | Henrik Dettmann | 9e           | 10.0        | ?               |
| 2012                                               | Jeux Olympiques | Henrik Dettmann | Non qualifié | 10.0        | ?               |
| 2013                                               | Eurobasket      | Henrik Dettmann | 9e           | 20.0        | ?               |
| 2014                                               | Coupe du Monde  | Henrik Dettmann | 22e          | 25.0        | ?               |
| 2015                                               | Eurobasket      | Henrik Dettmann | 16e          | 28.0        | 32e             |
| 2016                                               | Jeux Olympiques | Henrik Dettmann | Non qualifié | 28.0        | 32e             |
| 2017                                               | Eurobasket      | Henrik Dettmann | 11e          | 36.0        | 21e             |
| Changement de méthode de calcul du classement FIBA |                 |                 |              |             |                 |

## Effectif actuel
Voici l'effectif aligné par la Finlande lors du championnat d'Europe de basket-ball 2022.

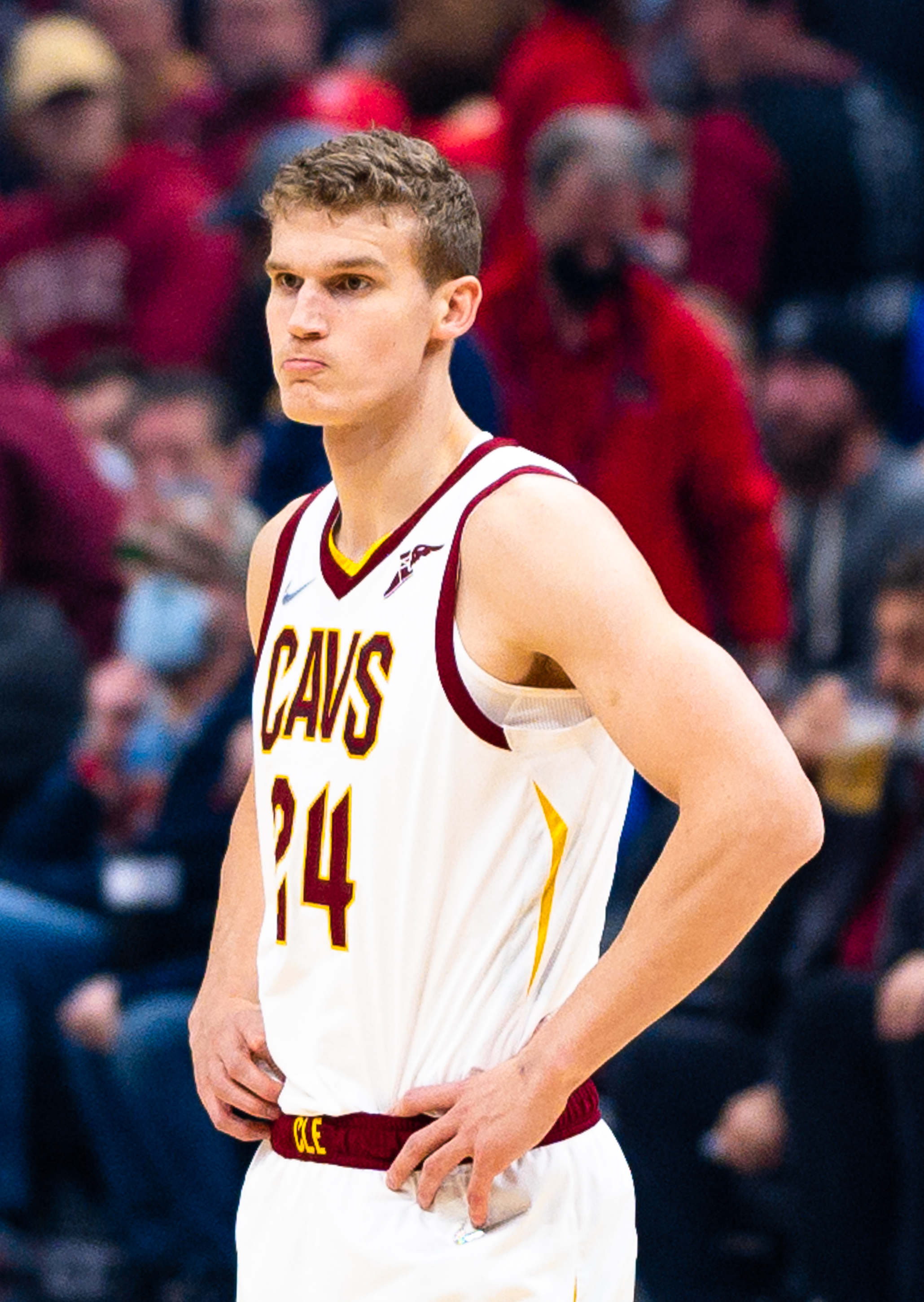
Lauri Markkanen

| Numéro | Joueur           | Poste | Naissance       | Taille | Club 2021-2022            |
| ------ | ---------------- | ----- | --------------- | ------ | ------------------------- |
| 1      | Miro Little      | PG    | 30 mai 2004     | 1,93 m | Sunrise Christian Academy |
| 7      | Shawn Huff       | SF    | 5 mai 1984      | 1,98 m | Helsinki Seagulls         |
| 9      | Sasu Salin       | PG/SG | 11 juin 1991    | 1,91 m | Club Baloncesto Canarias  |
| 11     | Petteri Koponen  | PG/SG | 13 avril 1988   | 1,94 m | Helsinki Seagulls         |
| 14     | Henri Kantonen   | SG    | 20 août 1997    | 1,98 m | Kauhajoki Karhu Basket    |
| 18     | Mikael Jantunen  | PF    | 20 avril 2000   | 2,04 m | Filou Oostende            |
| 19     | Elias Valtonen   | SG/SF | 11 juin 1999    | 2,04 m | Bàsquet Manresa           |
| 20     | Alexander Madsen | C     | 26 janvier 1995 | 2,07 m | VEF Riga                  |
| 21     | Edon Maxhuni     | PG    | 21 mars 1998    | 1,88 m | Heroes Den Bosch          |
| 23     | Lauri Markkanen  | PF    | 22 mai 1997     | 2,13 m | Jazz de l'Utah            |
| 35     | Ilari Seppälä    | PG    | 27 mars 1993    | 1,88 m | BCM U Pitești             |
| 41     | Topias Palmi     | SG    | 26 août 1994    | 1,94 m | Limbourg United           |

Sélectionneur :  Lassi Tuovi

## Joueurs célèbres et marquants
- Hanno Möttölä

## Galerie

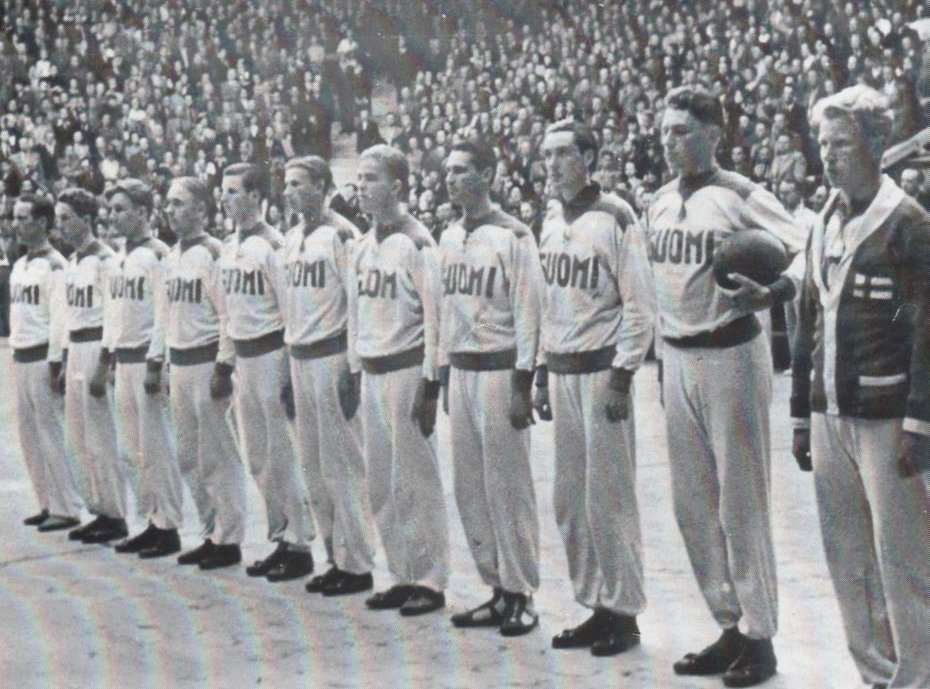
Lors de l'Euro 1939
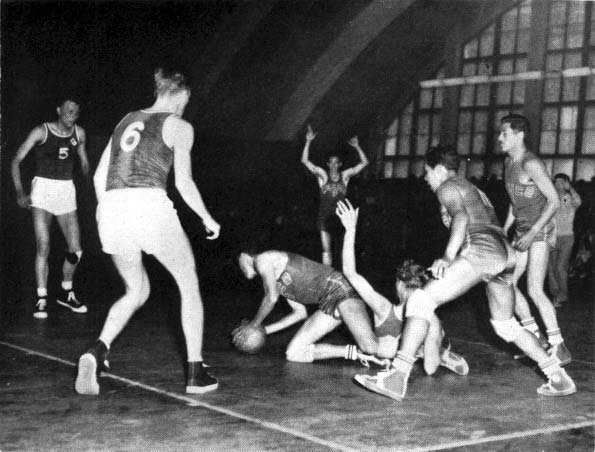
Contre le Mexique aux Jeux olympiques d'été de 1952
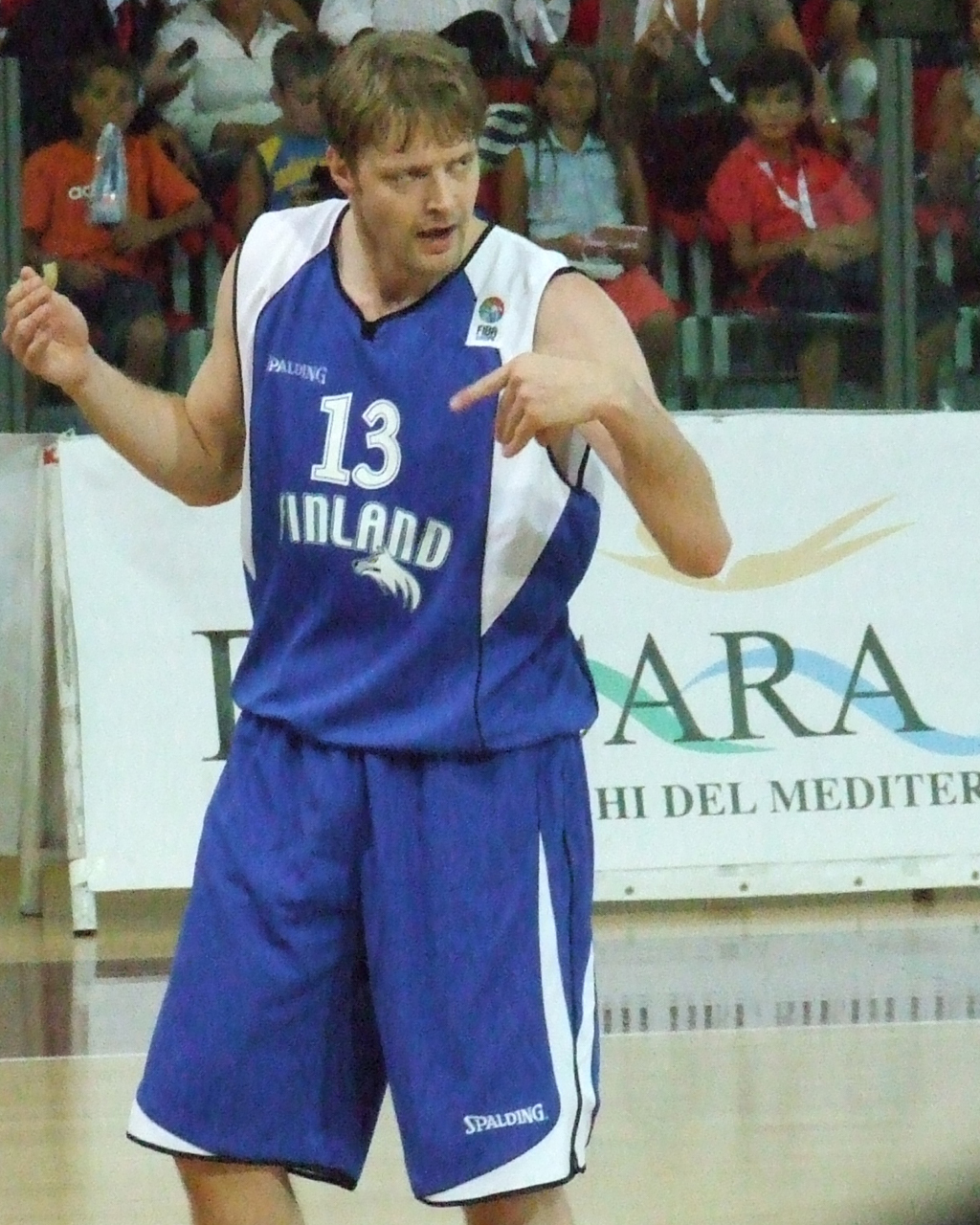
Hanno Möttölä sous le maillot national en 2008
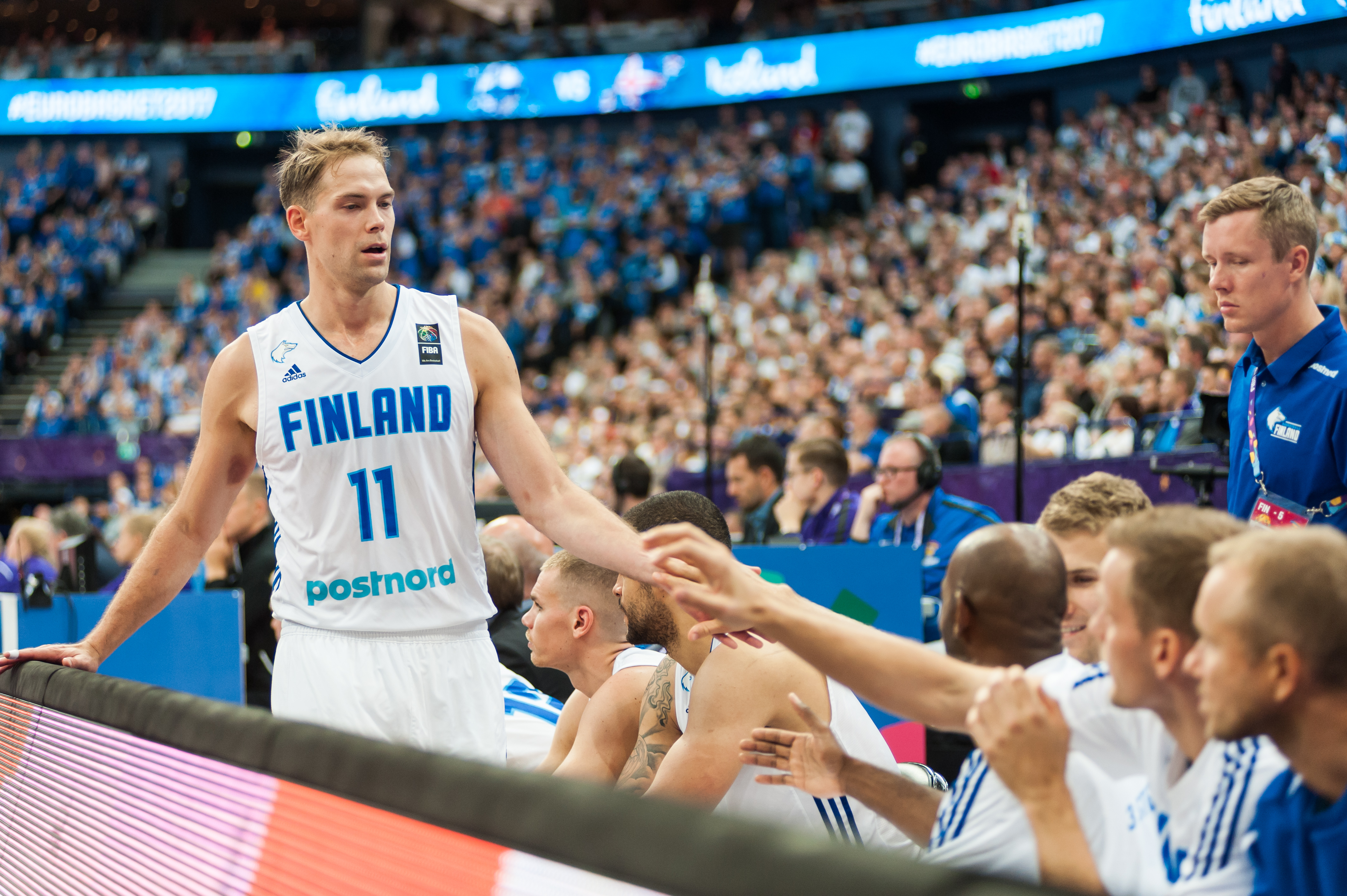
Petteri Koponen sous le maillot national à l'Eurobasket 2017.
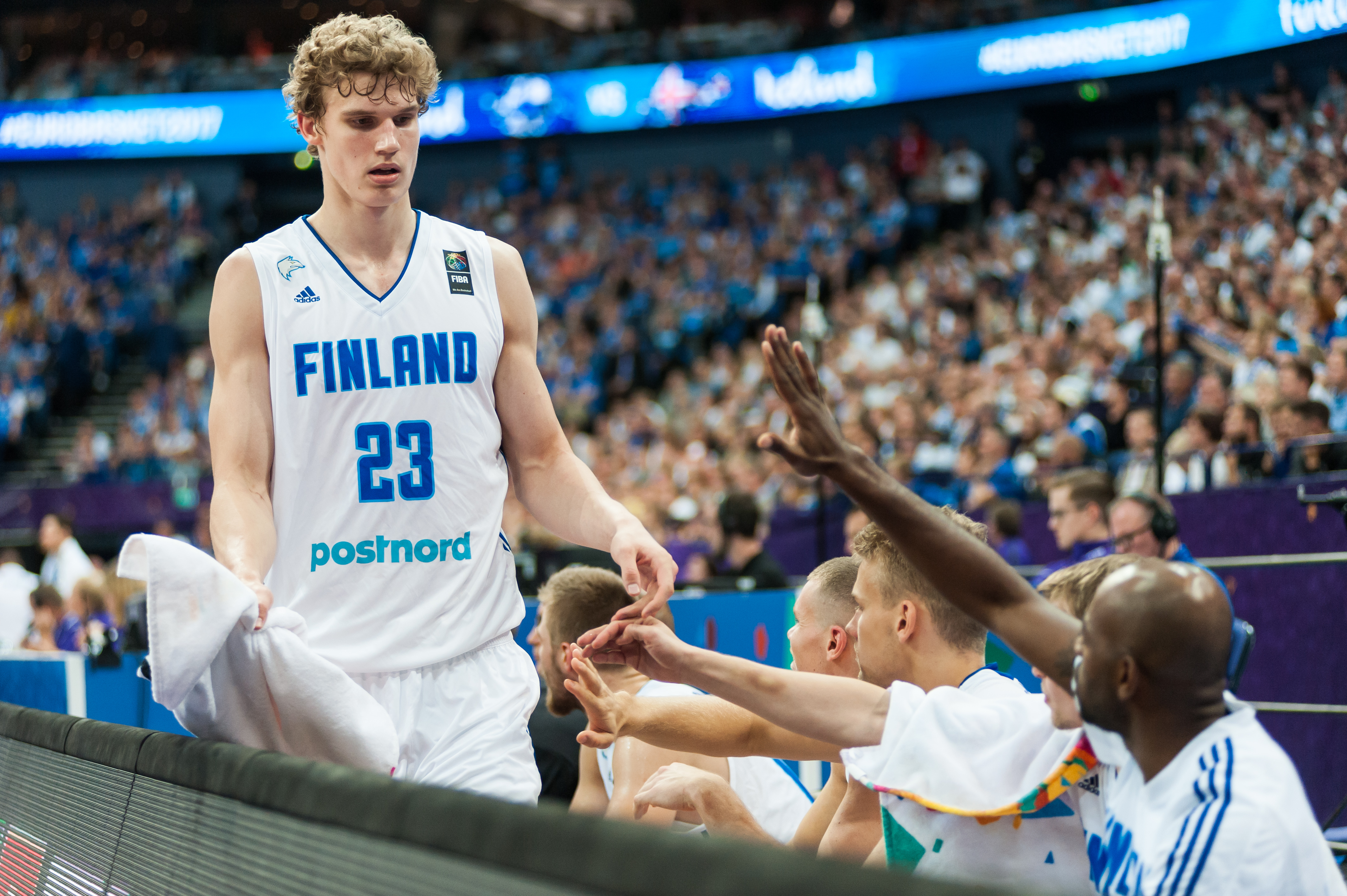
Lauri Markkanen sous le maillot national à l'Eurobasket 2017.